# Casa Cuseni
Casa Cuseni è un complesso monumentale costituito da un edificio principale, la Casa-museo del pittore inglese Robert H.Kitson (1873-1947) e di Daphne Phelps (1911-2005), da una dependance, la casa-museo del pittore americano Henry Lawrence Faulkner (1924-1981) con il suo studio di pittura e dal giardino teosofico della villa. L'edificio principale è, dal 2015, il museo delle belle arti e del Grand Tour della città di Taormina.

## Descrizione e storia
Il museo di Casa Cuseni è un'istituzione permanente e no profit. Il museo è specializzato in dipinti del Grand Tour inglese in Sicilia ed in terra d'Oriente e custodisce le collezioni appartenute al pittore britannico Robert Hawthorn Kitson.

## Riconoscimenti
Complesso Monumentale di Casa Cuseni.
Costruito a Taormina dal mecenate inglese Robert Hawthorn Kitson è stato un cenacolo internazionale per l’arte e la letteratura, in passato sostenuto da importanti istituzioni museali internazionali tra cui il Getty Museum, Il MoMa di New York, Il Victoria and Albert Museum di Londra.  Monumento Nazionale  italiano con sei  vincoli per la sua tutela e salvaguardia, (Vincolo Architettonico e paesaggistico, Vincolo Bibliografico, Vincolo Storico ed artistico, vincolo Demo-Etnoantropologico, Vincolo alberi Monumentali d’Italia, Vincolo archivistico,  è stato inserito, nel 2019,   nella Carta Regionale di valorizzazione dei luoghi che testimoniano la cultura e l'identità della Sicilia, nel 2023 è stata iscritta nel REIS  il registro dei Patrimoni Culturali Immateriali UNESCO, dal 2025 fa parte del Sistema Museale Nazionale Italiano con il codice SMN-NNST096988. Il complesso museale è gestito dalla Fondazione Robert Hawthorn Kitson, Ente Filantropico che  si occupa prevalentemente di conservazione, valorizzazione e di educazione in accordo alla Convenzione di faro..

## L'edificio principale
L'edificio principale è stato realizzato tra il 1900 ed il 1905 su disegni preparatori di Sir Frank Brangwyn, oggi custoditi a Londra, alla Royal Academy of Arts di Londra e per molto tempo erroneamente attribuiti alla progettazione di un edificio, mai realizzato, il Kyoraku Art Museum di Tokyo. Casa Cuseni è un insieme di cubi e doppi cubi sovrapposti, con un frontale colonnato in stile Palladiano, realizzata utilizzando materiali locali. La pianta dell’edificio ricorda la progettazione di  a House by the Sea (una casa sul mare) dell'architetto londinese James Arthur Stratton, con colonnato palladiano, loggia ed un garden facing sea (giardino prospiciente il mare), modificata da Robert Hawthorn Kitson e da Sir Frank Brangwyn.

## Il giardino storico
Il Giardino Storico della Villa, realizzato tra il 1905 ed il 1930, è stato progettato da Robert Hawthorn Kitson e da Sir Frank Brangwyn con il contributo di Sir Alfred East, Presidente della Royal Society of British Artists ed Accademico Reale, e di Cecil Arthur Hunt, Vice-Presidente della Royal Watercolour Society, due vedutisti britannici che hanno utilizzato gli elementi del paesaggio, in questo caso il vulcano Etna ed il mar Ionio, come parte centrale di una grande composizione scenica. Il giardino è stato arricchito da elementi decorativi disegnati da Giacomo Balla e Fortunato Depero che, nel marzo del 1915, firmarono il manifesto artistico intitolato Ricostruzione futurista dell'universo iniziando proprio qui a disegnare interessanti geometrie floreali ed il ritratto di Robert H. Kitson.

## Cenacolo internazionale di cultura
La villa è stata sempre un cenacolo di avanguardie culturali: Pablo Picasso, Salvador Dalí, lo scultore Henry Moore, il pittore Giacomo Balla, il pubblicista Fortunato Depero, il fotografo Wilhelm von Gloeden lo scrittore francese premio Nobel Anatole France, lo scrittore americano premio Nobel Ernest Hemingway che qui scrisse il suo primo racconto, "The Mercenaries" nel 1918-1919, già, il poeta Ezra Pound, David Herbert Lawrence che a Casa Cuseni tradusse, dall'italiano all'inglese, il Mastro-don Gesualdo di Giovanni Verga, sono alcuni degli intellettuali che qui soggiornarono. Nel 1947, alla morte di Robert Hawthorn Kitson, la Villa è stata ereditata dalla nipote, Margaret Daphne Hawthorn Phelps, amica del premio nobel Sir Joseph Rotblat KCMG CBE FRS (4 November 1908 – 31 August 2005)con il quale condivideva il pacifismo. Daphne Phelps  qui ospitò molti critici d'arte tra cui Alfred Hamilton Barr Jr., primo direttore del MoMA di NY, lo storico Bernard Berenson, il drammaturgo Tennessee Williams, l'attrice svedese Greta Garbo, il novellista Roald Dahl, lo storico Denis Mack Smith, l'archeologo Dinu Adamesteanu, il pittore Henry Faulkner, la pittrice Mary Fedden, Presidente della Royal West of England Academy, Julian Trevelyan, pittore e poeta, fondatore della corrente surrealista inglese, che già aveva lavorato a Parigi, all'Atelier 17, con Max Ernst, Oskar Kokoschka e Pablo Picasso ma soprattutto pacifisti, quali Danilo Dolci che qui approfondiva gli studi sulla maiutecica reciploca e  il filosofo e premio nobel Lord Bertrand Russell che a Casa Cuseni teorizzo alcuni concetti che saranno alla base del Manifesto Russell-Einstein, la dichiarazione presentata il 9 luglio 1955 (ad inizio della Guerra fredda) a Londra in occasione di una campagna per il disarmo nucleare e che aveva avuto come promotori Bertrand Russell ed Albert Einstein. Daphne Hawthorn Phelps, Sir Joseph Rotblat, Lord Bertand Russell sono stati definiti "Visionary for Peace". L'elenco degli intellettuali che qui soggiornarono e vastissimo. Una parte della storia di Casa Cuseni è raccontata nel libro A House in Sicily, scritto da Daphne Phelps con la prefazione di Denis Mack Smith. La Villa continua ad essere punto di ritrovo di artisti, solo per ricordarne alcuni: Luis Sepulveda, David Leavitt, David Grossman, Abraham Yehoshua, Amos Oz,  Ian Thomson, Ian McEwan, Ildefonso Falcones e tanti altri.

## Opere custodite
La villa fa parte di Grandi Giardini Italiani e dell'Associazione nazionale Case della Memoria. L'intera proprietà  è gestita dalla Fondazione Robert Hawthorn Kitson. Il museo custodisce una raccolta di acquarelli del Grand Tour inglese in Italia e in Terra d'Oriente,  realizzati tra il 1900 ed il 1940 dai famosi paesaggisti britannici, tra i quali Sir George Clausen, John Wright Oakes, Sir Frank Brangwyn, Sir Alfred East, Philip Wilson Steer, Robert Hawthorn Kitson e Cecil Arthur Hunt. La Casa-Museo custodisce tutti gli arredi originali dell'epoca e importanti opere d'arte tra cui la dining-room della casa, realizzata tra il 1905 ed il 1910 da Sir Frank Brangwyn e da Sir Alfred East quando rappresentavano l'Inghilterra alla VII, VIII e IX Esposizione Internazionale d'Arte della Città di Venezia (Biennale d'Arte di Venezia).

## La dining-room di Sir Frank Brangwyn
La dining-room di Casa Cuseni è l'unico interno al mondo ancora esistente di Frank Brangwyn ed è  considerata il massimo esempio al mondo dello stile Arts and Crafts al di fuori della Gran Bretagna. Gli arredi sono stati disegnati da Frank Brangwyn che ha dipinto anche il murale che racconta la storia di un amore omosessuale e una vicenda realmente accaduta nel 1908 a Taormina, la prima adozione omosessuale nella storia delle arti figurative. Il murale è stato celato per oltre un secolo perché l'omosessualità era perseguitata a quel tempo in Gran Bretagna e gli artisti coinvolti nella realizzazione dell'opera erano tutti amici personali di Oscar Wilde e di Lord Alfred Douglas. Robert Hawthorn Kitson decise di mantenere segreta questa camera dopo che Ezra Pound riferì di un'anomala concentrazione di artisti a Taormina, chiedendosi per quale ragione Sir Frank Brangwyn, uno dei maggiori decoratori del XX secolo fosse ancora a Taormina nel 1914, dopo la morte di Sir Alfred East. Già Ezra Pound aveva, nel Manifesto Vorticista del 1913 scritto insieme al pittore Wyndham Lewis, violentemente criticato Sir Frank Brangwyn che rappresentava i massimi vertici della pittura britannica alla Biennale di Venezia. Mantenere il segreto su questa camera equivaleva a salvare la reputazione di Sir Frank Brangwyn. Il Murales della dining room di Casa Cuseni è rimasto segreto per proteggere la reputazione di questo artista che per Louis Comfort Tiffany realizzava il Battesimo di Cristo, oggi esposto al Baltimore Museum of Art, per la Biennale di Venezia opere coerenti con la morale dell'epoca ma che a Casa Cuseni raccontava di un amore omosessuale. Nel 2012, la Camera Segreta di Casa Cuseni è stata aperta al pubblico dagli attuali proprietari.

## La piccola biblioteca
"La raccolta libraria di Casa Cuseni riveste interesse culturale particolarmente importante ai sensi dell'art.10 comma 3 lett. c del D.Lgs nr. 42/04 e dell'art. 2 della L.R. nr. 80 del 01.08.1977 in quanto custodisce preziosa fonte di rilevante documentazione storica inerente i più svariati aspetti socio-culturali siciliana nonché testimonianza dell'importante movimento artistico "Arts and Crafts", il pensiero del filosofo John Ruskin e di William Morris di cui Frank Brangwyn è stato uno dei più brillanti allievi. Molte edizioni rare e prime edizioni di tanti pensatori del primo novecento oltre che ad un cospicuo fondo antico particolarmente importante su cui Denis Mack Smith ha effettuato molte ricerche per i suoi successivi lavori.

## Le sezioni e le collezioni
La collezione della casa-museo Villa Cuseni comprende oltre 2.700 oggetti, tra cui molti capolavori d'arte. Fanno parte delle collezioni dipinti, acquarelli del Grand Tour, tappeti persiani, invetriate islamiche, manufatti greci e romani, antichi abiti, stampe, disegni, litografie, ceramiche siciliane antiche, oggettistica medievale, rinascimentale e barocca. Sono in esposizione permanente solo 200 oggetti che mantengono l'ordine espositivo tipico della Casa-Museo.
Durante il secondo conflitto mondiale tutti gli oggetti di Casa Cuseni sono stati messi al sicuro dalla comunità locale. La casa è diventata prima il quartier generale fascista, poi tedesco con la presenza del feldmaresciallo Albert Konrad Kesselring e poi quartier generale inglese con la presenza del sindaco della città di Taormina. Nel 1946, al rientro di Robert Hawthorn Kitson dopo la fine della guerra, i cittadini di Taormina gli riconsegnarono tutti gli oggetti che avevano custodito e nascosto per sei anni.

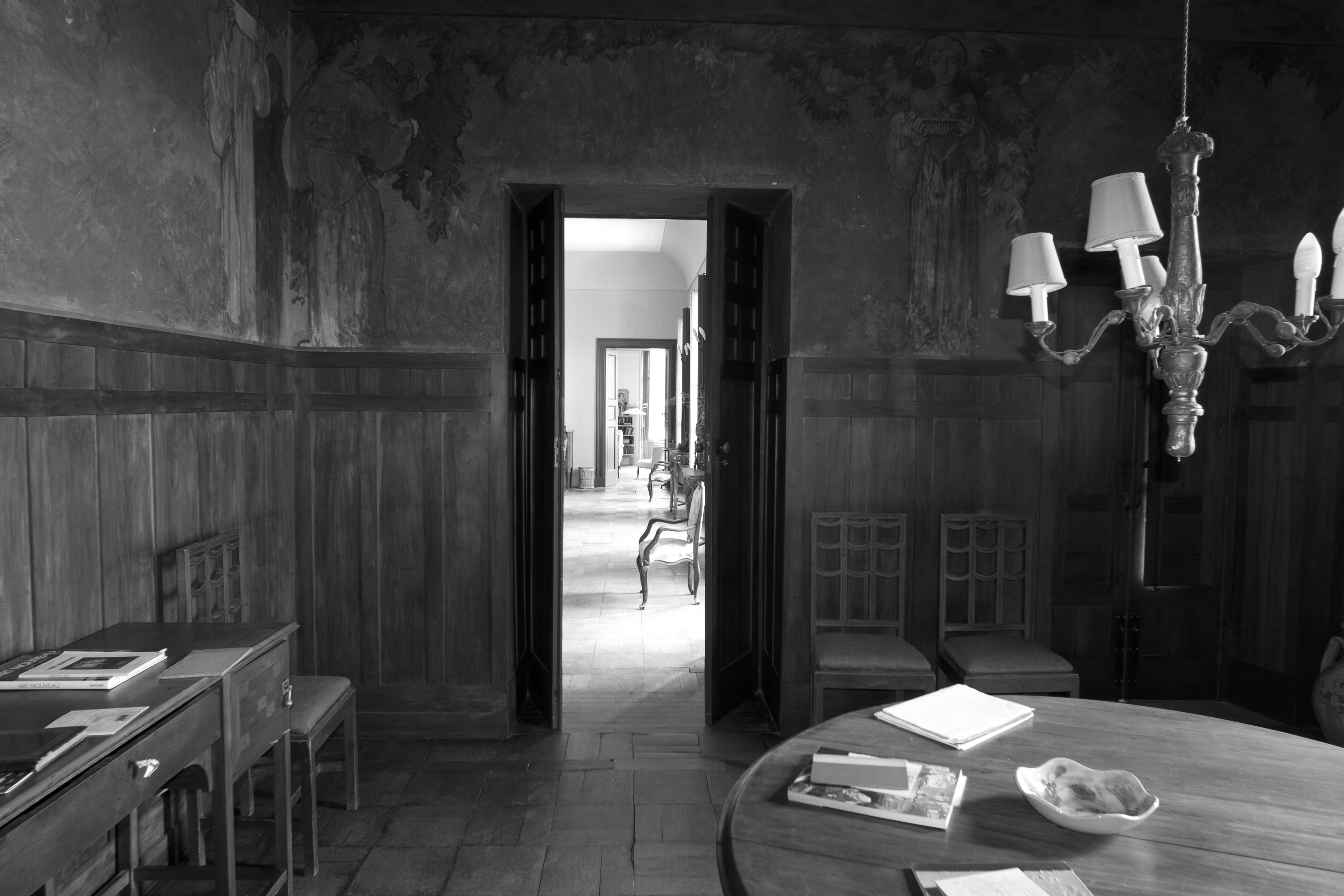
Particolare della sala espositiva

## Fondazione
Il museo di Casa Cuseni è stato costituito dal mecenatismo dell'attuale famiglia proprietaria ed è gestito dalla Fondazione Robert Hawthorn Kitson, ente culturale no-profit giuridicamente riconosciuto. Il presidente della fondazione ed il direttore della Casa-museo è Francesco Spadaro.